# Ministerio de Control del Estado (Unión Soviética)
El Ministerio de Control del Estado de la Unión Soviética (Mingoskon; en ruso: Министерство государственного контроля СССР) fue un ministerio gubernamental en la Unión de Repúblicas Socialistas Soviéticas. 
El Ministerio de Control del Estado ejerció un estricto control estatal sobre la contabilidad y los gastos de los fondos y materiales del gobierno en manos de organizaciones, instituciones y empresas estatales, cooperativas y sociales. Además, verificó la ejecución de los decretos y reglamentos del gobierno.

## Historia
Noviembre de 1917: el decreto autorizó el control de los trabajadores en todas las empresas y organizaciones que contratan mano de obra o dan trabajo.
Enero de 1918: el Consejo de Comisarios del Pueblo estableció el Comisariado del Control Estatal del Pueblo para supervisar "la legalidad, la corrección, la eficiencia y la conveniencia de la rotación del capital nacional y material y la protección de este capital".
Febrero de 1920: el Comisariado Popular de Control del Estado se reorganizó en el RKI (Comisariado Popular de Inspección de Trabajadores y Campesinos), al que se le asignó la tarea de organizar una campaña contra la burocracia y la burocracia, supervisar la ejecución de los decretos del gobierno y juzgar La validez de las quejas.
Abril de 1923: el 12.° Congreso del Partido decretó la combinación del RKI con el TsKK (Comisión de Control Central). El RKI-TsKK permaneció unido desde 1923 hasta 1934.
Febrero de 1934: el 17.º Congreso del Partido decretó la abolición del RKI y la reorganización del TsKK en la Comisión de Control del Partido bajo el TsK VKP (b). Se estableció un nuevo órgano: la Comisión de Control Soviética bajo el Consejo de Comisarios del Pueblo de la URSS. Esta Comisión existió desde febrero de 1934 hasta septiembre de 1940 y fue responsable principalmente de verificar la ejecución de los decretos del gobierno. No controlaba los gastos monetarios o materiales. Este control, por ineficaz que fuera, fue realizado por órganos del Comisariado Popular de Finanzas y auditores internos.
Septiembre de 1940 - un ucase del Presídium del Sóviet Supremo de la URSS estableció la Unión-República Comisariado Popular de Estado de la URSS de control para ejercer un estricto control sobre la contabilidad y los gastos de los fondos del Estado, para comprobar la ejecución de las decisiones del gobierno, y para fortalecer la disciplina estado.
El 15 de marzo de 1946, el Comisariado Popular de Control del Estado de la URSS fue reconstituido como el Ministerio de Control del Estado de la URSS.

## Ministros
| N.º | Ministro | Ministro           | Partido | Partido           | Periodo                                           | Gabinete                 |
| --- | -------- | ------------------ | ------- | ----------------- | ------------------------------------------------- | ------------------------ |
| 1   |          | Lev Mejlis         |         | Partido Comunista | 19 de marzo de 1946 - 27 de octubre de 1950       | Stalin II–III            |
| 2   |          | Vsévolod Merkúlov  |         | Partido Comunista | 27 de octubre de 1950 - 22 de mayo de 1953        | Stalin III Malenkov I    |
| -   |          | Alexander Paveliev |         | Partido Comunista | 23 de mayo de 1953 - 16 de septiembre de 1953     | Malenkov I               |
| 3   |          | Vasili Zhavoronkov |         | Partido Comunista | 16 de diciembre de 1953 - 21 de noviembre de 1956 | Malenkov I–II Bulganin I |
| 4   |          | Viacheslav Mólotov |         | Partido Comunista | (21 de noviembre de 1956 - 29 de junio de 1957    | Bulganin I               |